# Olimpiai érmesek listája kosárlabdában
Ez a lap az olimpiai érmesek listája kosárlabdában 1936-tól 2020-ig.

## Összesített éremtáblázat
(A táblázatokban Magyarország és a rendező nemzet sportolói eltérő háttérszínnel, az egyes számoszlopok legmagasabb értéke vagy értékei vastagítással kiemelve.)
| A nyári olimpiai játékok összesített éremtáblázata kosárlabdában | A nyári olimpiai játékok összesített éremtáblázata kosárlabdában | A nyári olimpiai játékok összesített éremtáblázata kosárlabdában | A nyári olimpiai játékok összesített éremtáblázata kosárlabdában | A nyári olimpiai játékok összesített éremtáblázata kosárlabdában | Olimpia  |
| ---------------------------------------------------------------- | ---------------------------------------------------------------- | ---------------------------------------------------------------- | ---------------------------------------------------------------- | ---------------------------------------------------------------- | -------- |
|                                                                  | Ország                                                           | Arany                                                            | Ezüst                                                            | Bronz                                                            | Összesen |
| 1.                                                               | Egyesült Államok (USA)                                           | 26                                                               | 2                                                                | 3                                                                | 31       |
| 2.                                                               | Szovjetunió (URS)                                                | 4                                                                | 4                                                                | 4                                                                | 12       |
| 3.                                                               | Jugoszlávia (YUG)                                                | 1                                                                | 4                                                                | 2                                                                | 7        |
| 4.                                                               | Argentína (ARG)                                                  | 1                                                                | 0                                                                | 1                                                                | 2        |
| 5.                                                               | Egyesített Csapat (EUN)                                          | 1                                                                | 0                                                                | 0                                                                | 1        |
| 6.                                                               | Lettország (LAT)                                                 | 1                                                                | 0                                                                | 0                                                                | 1        |
|                                                                  |                                                                  |                                                                  |                                                                  |                                                                  |          |
| 7.                                                               | Franciaország (FRA)                                              | 0                                                                | 4                                                                | 1                                                                | 5        |
| 7.                                                               | Spanyolország (ESP)                                              | 0                                                                | 4                                                                | 1                                                                | 5        |
| 9.                                                               | Ausztrália (AUS)                                                 | 0                                                                | 3                                                                | 3                                                                | 6        |
| 10.                                                              | Olaszország (ITA)                                                | 0                                                                | 2                                                                | 0                                                                | 2        |
| 10.                                                              | Az Orosz Olimpiai Bizottság versenyzői (ROC)                     | 0                                                                | 2                                                                | 0                                                                | 2        |
| 12.                                                              | Brazília (BRA)                                                   | 0                                                                | 1                                                                | 4                                                                | 5        |
| 13.                                                              | Kína (CHN)                                                       | 0                                                                | 1                                                                | 2                                                                | 3        |
| 13.                                                              | Szerbia (SRB)                                                    | 0                                                                | 1                                                                | 2                                                                | 3        |
| 15.                                                              | Bulgária (BUL)                                                   | 0                                                                | 1                                                                | 1                                                                | 2        |
| 16.                                                              | Dél-Korea (KOR)                                                  | 0                                                                | 1                                                                | 0                                                                | 1        |
| 16.                                                              | Horvátország (CRO)                                               | 0                                                                | 1                                                                | 0                                                                | 1        |
| 16.                                                              | Kanada (CAN)                                                     | 0                                                                | 1                                                                | 0                                                                | 1        |
| 16.                                                              | Japán (JPN)                                                      | 0                                                                | 1                                                                | 0                                                                | 1        |
| 16.                                                              | Szerbia és Montenegró (SCG)                                      | 0                                                                | 1                                                                | 0                                                                | 1        |
|                                                                  |                                                                  |                                                                  |                                                                  |                                                                  |          |
| 21.                                                              | Litvánia (LTU)                                                   | 0                                                                | 0                                                                | 3                                                                | 3        |
| 21.                                                              | Oroszország (RUS)                                                | 0                                                                | 0                                                                | 3                                                                | 3        |
| 23.                                                              | Uruguay (URU)                                                    | 0                                                                | 0                                                                | 2                                                                | 2        |
| 24.                                                              | Kuba (CUB)                                                       | 0                                                                | 0                                                                | 1                                                                | 1        |
| 24.                                                              | Mexikó (MEX)                                                     | 0                                                                | 0                                                                | 1                                                                | 1        |
|                                                                  |                                                                  |                                                                  |                                                                  |                                                                  |          |
| Összesen                                                         | Összesen                                                         | 34                                                               | 34                                                               | 34                                                               | 102      |

## Férfiak

### Kosárlabda
| Olimpia              | Arany | Ezüst | Bronz |
| 1936, Berlin         | Egyesült Államok (USA) · Sam Balter · Ralph Bishop · Joe Fortenberry · Tex Gibbons · Francis Johnson · Carl Knowles · Frank Lubin · Art Mollner · Donald Piper · Jack Ragland · Willard Schmidt · Carl Shy · Duane Swanson · Bill Wheatley                         | Kanada (CAN) · Gordon Aitchison · Ian Allison · Art Chapman · Chuck Chapman · Edward Dawson · Irving Meretsky · Doug Peden · James Stewart · Malcolm Wiseman | Mexikó (MEX) · Carlos Borja · Víctor Borja · Rodolfo Choperena · Luis de la Vega · Raúl Fernández · Andrés Gómez · Silvio Hernández · Francisco Martínez · Jesús Olmos · José Pamplona · Greer Skousen                                                                                |
| 1948, London         | Egyesült Államok (USA) · Cliff Barker · Don Barksdale · Ralph Beard · Lew Beck · Vince Boryla · Gordon Carpenter · Alex Groza · Wallace Jones · Bob Kurland · Ray Lumpp · Robert Pitts · Jesse Renick · Jackie Robinson · Kenny Rollins                            | Franciaország (FRA) · André Barrais · Michel Bonnevie · André Buffière · René Chocat · René Dérency · Maurice Desaymonet · André Even · Maurice Girardot · Fernand Guillou · Raymond Offner · Jacques Perrier · Yvan Quénin · Lucien Rebuffic · Pierre Thiolon                  | Brazília (BRA) · Zenny de Azevedo · João Francisco Bráz · Marcus Vinícius Dias · Afonso Évora · Ruy de Freitas · Alexandre Gemignani · Alfredo da Motta · Alberto Marson · Nilton Pacheco · Massinet Sorcinelli                                                                       |
| 1952, Helsinki       | Egyesült Államok (USA) · Ron Bontemps · Marcus Freiberger · Wayne Glasgow · Charlie Hoag · Bill Hougland · John Keller · Dean Kelley · Bob Kenney · Bob Kurland · Bill Lienhard · Clyde Lovellette · Frank McCabe · Dan Pippin · Howie Williams                    | Szovjetunió (URS) · Stepas Butautas · Nodar Dzsordzsikia · Anatolij Konyev · Otar Korkia · Heino Kruus · Ilmar Kullam · Justinas Lagunavičius · Joann Lõssov · Alekszandr Moiszejev · Jurij Ozerov · Kazys Petkevičius · Stasys Stonkus · Maigonis Valdmanis · Viktor Vlaszov   | Uruguay (URU) · Martín Acosta y Lara · Enrique Baliño · Tabaré Borges · Victorio Cieslinskas · Héctor Costa · Nelson Demarco · Héctor García · Roberto Lovera · Adesio Lombardo · Sergio Matto · Wilfredo Peláez · Carlos Roselló                                                     |
| 1956, Melbourne      | Egyesült Államok (USA) · Richard Boushka · Carl Cain · Chuck Darling · Billy Evans · Gilbert Ford · Burdette Haldorson · Bill Hougland · Robert Jeangerard · K. C. Jones · Bill Russell · Ron Tomsic · Jim Walsh                                                   | Szovjetunió (URS) · Arkagyij Bocskarjov · Jānis Krūmiņš · Algirdas Lauritėnas · Valdis Muižnieks · Jurij Ozerov · Kazys Petkevičius · Stasys Stonkus · Mihail Szemjonov · Mihail Sztugyenyeckij · Vlagyimir Torban · Maigonis Valdmanis · Viktor Zubkov                         | Uruguay (URU) · Carlos Blixen · Nelson Chelle · Ramiro Cortés · Héctor Costa · Nelson Demarco · Héctor García · Carlos González Gallo · Sergio Matto · Oscar Moglia · Raúl Mera · Ariel Olascoaga · Milton Scaron                                                                     |
| 1960, Róma           | Egyesült Államok (USA) · Jay Arnette · Walt Bellamy · Bob Boozer · Terry Dischinger · Burdette Haldorson · Darrall Imhoff · Allen Kelley · Lester Lane · Jerry Lucas · Oscar Robertson · Adrian Smith · Jerry West                                                 | Szovjetunió (URS) · Jurij Kornyejev · Jānis Krūmiņš · Guram Minasvili · Valdis Muižnieks · Cēzars Ozers · Alekszandr Petrov · Mihail Szemjonov · Vladimer Ugrehelidze · Maigonis Valdmanis · Albert Valtyin · Gennagyij Volnov · Viktor Zubkov                                  | Brazília (BRA) · Zenny de Azevedo · Moysés Blás · Waldemar Blatskauskas · Waldyr Boccardo · Fernando Pereira de Freitas · Wlamir Marques · Carlos Domingos Massoni · Amaury Pasos · Edson Bispo dos Santos · Jatyr Eduardo Schall · Carmo de Sousa · Antônio Salvador Sucar           |
| 1964, Tokió          | Egyesült Államok (USA) · Jim Barnes · Bill Bradley · Larry Brown · Joe Caldwell · Mel Counts · Dick Davies · Walt Hazzard · Lucious Jackson · Pete McCaffrey · Jeff Mullins · Jerry Shipp · George Wilson                                                          | Szovjetunió (URS) · Armenak Alacsacsján · Mikola Bahlej · Vjacseszlav Hrinyin · Juris Kalniņš · Jurij Kornyejev · Jānis Krūmiņš · Jaak Lipso · Levan Moszesvili · Valdis Muižnieks · Alekszandr Petrov · Alekszandr Travin · Gennagyij Volnov                                   | Brazília (BRA) · Edson Bispo dos Santos · Friedrich Wilhelm Braun · Carmo de Sousa · Carlos Domingos Massoni · Wlamir Marques · Victor Mirshawka · Amaury Pasos · Ubiratan Pereira Maciel · Antônio Salvador Sucar · Jatyr Eduardo Schall · José Edvar Simões · Sérgio Toledo Machado |
| 1968, Mexikóváros    | Egyesült Államok (USA) · Mike Barrett · John Clawson · Don Dee · Calvin Fowler · Spencer Haywood · Bill Hosket · James King · Glynn Saulters · Charlie Scott · Mike Silliman · Ken Spain · Jo Jo White                                                             | Jugoszlávia (YUG) · Dragutin Čermak · Krešimir Ćosić · Vladimir Cvetković · Ivo Daneu · Radivoj Korać · Zoran Marojević · Nikola Plećaš · Trajko Rajković · Dragoslav Ražnatović · Petar Skansi · Damir Šolman · Aljoša Žorga                                                   | Szovjetunió (URS) · Vlagyimir Andrejev · Szergej Belov · Vagyim Kapranov · Szerhij Kovalenko · Anatoli Krikun · Jaak Lipso · Modestas Paulauskas · Anatolij Polivoda · Zurab Szakandelidze · Jurij Szelihov · Priit Tomson · Gennagyij Volnov                                         |
| 1972, München        | Szovjetunió (URS) · Alekszandr Belov · Szergej Belov · Alekszandr Bolosev · Ivan Dvornij · Ivan Jadeska · Miheil Korkia · Szerhij Kovalenko · Modestas Paulauskas · Anatolij Polivoda · Zurab Szakandelidze · Gennagyij Volnov · Alzsan Zsarmuhamedov              | Egyesült Államok (USA) · Mike Bantom · Jim Brewer · Tommy Burleson · Doug Collins · Kenneth Davis · James Forbes · Tom Henderson · Bobby Jones · Dwight Jones · Kevin Joyce · Tom McMillen · Ed Ratleff                                                                         | Kuba (CUB) · José Miguel Álvarez · Miguel Calderón · Rafael Cañizares · Pedro Chappé · Juan Domecq · Ruperto Herrera · Tomás Herrera · Conrado Pérez · Juan Roca Brunet · Franklin Standard · Alejandro Urgellés · Oscar Varona                                                       |
| 1976, Montréal       | Egyesült Államok (USA) · Tate Armstrong · Quinn Buckner · Kenny Carr · Adrian Dantley · Walter Davis · Phil Ford · Ernie Grunfeld · Phil Hubbard · Mitch Kupchak · Tom LaGarde · Scott May · Steve Sheppard                                                        | Jugoszlávia (YUG) · Krešimir Ćosić · Dražen Dalipagić · Mirza Delibašić · Blagoja Georgijevszki · Vinko Jelovac · Željko Jerkov · Dragan Kićanović · Andro Knego · Zoran Slavnić · Damir Šolman · Žarko Varajić · Rajko Žižić                                                   | Szovjetunió (URS) · Vlagyimir Arzamaszkov · Alekszandr Belov · Szergej Belov · Ivan Jadeska · Miheil Korkia · Andrej Makejev · Valerij Miloszerdov · Anatolij Miskin · Olekszandr Szalnikov · Volodimir Tkacsenko · Alzsan Zsarmuhamedov · Vlagyimir Zsigilij                         |
| 1980, Moszkva        | Jugoszlávia (YUG) · Krešimir Ćosić · Dražen Dalipagić · Mirza Delibašić · Željko Jerkov · Dragan Kićanović · Andro Knego · Duje Krstulović · Mihovil Nakić · Ratko Radovanović · Branko Skroče · Zoran Slavnić · Rajko Žižić                                       | Olaszország (ITA) · Marco Bonamico · Roberto Brunamonti · Fabrizio Della Fiori · Pietro Generali · Enrico Gilardi · Pierluigi Marzorati · Dino Meneghin · Romeo Sacchetti · Marco Solfrini · Mike Sylvester · Renzo Vecchiato · Renato Villalta                                 | Szovjetunió (URS) · Szergej Belov · Olekszandr Bilosztyinnij · Nikoloz Deriugini · Sztanyiszlav Jerjomin · Sergėjus Jovaiša · Andrej Lopatov · Valerij Miloszerdov · Anatolij Miskin · Olekszandr Szalnikov · Szergej Tarakanov · Volodimir Tkacsenko · Vlagyimir Zsigilij            |
| 1984, Los Angeles    | Egyesült Államok (USA) · Steve Alford · Patrick Ewing · Vern Fleming · Michael Jordan · Joe Kleine · Jon Koncak · Chris Mullin · Sam Perkins · Alvin Robertson · Wayman Tisdale · Jeff Turner · Leon Wood                                                          | Spanyolország (ESP) · Fernando Arcega · José Manuel Beirán · Juan Antonio Corbalán · Juan Domingo de la Cruz · Andrés Jiménez · José Luis Llorente · Juan Manuel López · Josep Maria Margall · Fernando Martín · Fernando Romay · Juan Antonio San Epifanio · Ignacio Solozábal | Jugoszlávia (YUG) · Dražen Dalipagić · Sabit Hadžić · Andro Knego · Emir Mutapčić · Mihovil Nakić · Aleksandar Petrović · Dražen Petrović · Ratko Radovanović · Ivan Sunara · Branko Vukičević · Rajko Žižić · Nebojša Zorkić                                                         |
| 1988, Szöul          | Szovjetunió (URS) · Olekszandr Bilosztyinnij · Valdemaras Chomičius · Valerij Hoborov · Rimas Kurtinaitis · Šarūnas Marčiulionis · Igor Miglinieks · Viktor Pankraskin · Arvydas Sabonis · Tiit Sokk · Szergej Tarakanov · Valerij Tyihonyenko · Olekszandr Volkov | Jugoszlávia (YUG) · Franjo Arapović · Zoran Čutura · Danko Cvjetičanin · Vlade Divac · Toni Kukoč · Želimir Obradović · Žarko Paspalj · Dražen Petrović · Dino Rađa · Zdravko Radulović · Stojko Vranković · Jurij Zdovc                                                        | Egyesült Államok (USA) · Willie Anderson · Stacey Augmon · Bimbo Coles · Jeff Grayer · Hersey Hawkins · Dan Majerle · Danny Manning · J. R. Reid · Mitch Richmond · David Robinson · Charles D. Smith · Charles E. Smith                                                              |
| 1992, Barcelona      | Egyesült Államok (USA) · Charles Barkley · Larry Bird · Clyde Drexler · Patrick Ewing · Magic Johnson · Michael Jordan · Christian Laettner · Karl Malone · Chris Mullin · Scottie Pippen · David Robinson · John Stockton                                         | Horvátország (CRO) · Vladan Alanović · Franjo Arapović · Danko Cvjetičanin · Alan Gregov · Arijan Komazec · Toni Kukoč · Aramis Naglić · Velimir Perasović · Dražen Petrović · Dino Rađa · Žan Tabak · Stojko Vranković                                                         | Litvánia (LTU) · Romanas Brazdauskis · Valdemaras Chomičius · Darius Dimavičius · Gintaras Einikis · Sergėjus Jovaiša · Artūras Karnišovas · Gintaras Krapikas · Rimas Kurtinaitis · Šarūnas Marčiulionis · Alvydas Pazdrazdis · Arvydas Sabonis · Arūnas Visockas                    |
| 1996, Atlanta        | Egyesült Államok (USA) · Charles Barkley · Anfernee Hardaway · Grant Hill · Karl Malone · Reggie Miller · Hakeem Olajuwon · Shaquille O’Neal · Gary Payton · Scottie Pippen · Mitch Richmond · David Robinson · John Stockton                                      | Jugoszlávia (YUG) · Miroslav Berić · Dejan Bodiroga · Predrag Danilović · Vlade Divac · Aleksandar Đorđević · Nikola Lončar · Saša Obradović · Žarko Paspalj · Željko Rebrača · Zoran Savić · Dejan Tomašević · Milenko Topić                                                   | Litvánia (LTU) · Gintaras Einikis · Andrius Jurkūnas · Artūras Karnišovas · Rimas Kurtinaitis · Darius Lukminas · Šarūnas Marčiulionis · Tomas Pačėsas · Arvydas Sabonis · Saulius Štombergas · Rytis Vaišvila · Eurelijus Žukauskas · Mindaugas Žukauskas                            |
| 2000, Sydney         | Egyesült Államok (USA) · Shareef Abdur-Rahim · Ray Allen · Vin Baker · Vince Carter · Kevin Garnett · Tim Hardaway · Allan Houston · Jason Kidd · Antonio McDyess · Alonzo Mourning · Gary Payton · Steve Smith                                                    | Franciaország (FRA) · Jim Bilba · Yann Bonato · Makan Dioumassi · Laurent Foirest · Thierry Gadou · Cyril Julian · Crawford Palmer · Antoine Rigaudeau · Stéphane Risacher · Laurent Sciarra · Mustapha Sonko · Frédéric Weis                                                   | Litvánia (LTU) · Dainius Adomaitis · Gintaras Einikis · Andrius Giedraitis · Šarūnas Jasikevičius · Kęstutis Marčiulionis · Tomas Masiulis · Darius Maskoliūnas · Ramūnas Šiškauskas · Darius Songaila · Saulius Štombergas · Mindaugas Timinskas · Eurelijus Žukauskas               |
| 2004, Athén          | Argentína (ARG) · Carlos Delfino · Gabriel Fernández · Manu Ginóbili · Leonardo Gutiérrez · Walter Herrmann · Alejandro Montecchia · Andrés Nocioni · Fabricio Oberto · Pepe Sánchez · Luis Scola · Hugo Sconochini · Rubén Wolkowisky                             | Olaszország (ITA) · Gianluca Basile · Massimo Bulleri · Roberto Chiacig · Giacomo Galanda · Luca Garri · Denis Marconato · Michele Mian · Gianmarco Pozzecco · Nikola Radulovic · Alex Righetti · Rodolfo Rombaldoni · Matteo Soragna                                           | Egyesült Államok (USA) · Carmelo Anthony · Carlos Boozer · Tim Duncan · Allen Iverson · LeBron James · Richard Jefferson · Stephon Marbury · Shawn Marion · Lamar Odom · Emeka Okafor · Amar’e Stoudemire · Dwyane Wade                                                               |
| 2008, Peking         | Egyesült Államok (USA) · Carmelo Anthony · Carlos Boozer · Chris Bosh · Kobe Bryant · Dwight Howard · LeBron James · Jason Kidd · Chris Paul · Tayshaun Prince · Michael Redd · Dwyane Wade · Deron Williams                                                       | Spanyolország (ESP) · José Calderón · Rudy Fernández · Jorge Garbajosa · Marc Gasol · Pau Gasol · Carlos Jiménez · Raúl López · Álex Mumbrú · Juan Carlos Navarro · Felipe Reyes · Berni Rodríguez · Ricky Rubio                                                                | Argentína (ARG) · Carlos Delfino · Manu Ginóbili · Román González · Juan Pedro Gutiérrez · Leonardo Gutiérrez · Federico Kammerichs · Andrés Nocioni · Fabricio Oberto · Antonio Porta · Pablo Prigioni · Paolo Quinteros · Luis Scola                                                |
| 2012, London         | Egyesült Államok (USA) · Carmelo Anthony · Kobe Bryant · Tyson Chandler · Anthony Davis · Kevin Durant · James Harden · Andre Iguodala · LeBron James · Kevin Love · Chris Paul · Russell Westbrook · Deron Williams                                               | Spanyolország (ESP) · José Calderón · Víctor Claver · Rudy Fernández · Marc Gasol · Pau Gasol · Serge Ibaka · Sergio Llull · Juan Carlos Navarro · Felipe Reyes · Sergio Rodríguez · Víctor Sada · Fernando San Emeterio                                                        | Oroszország (RUS) · Szemjon Antonov · Vitalij Fridzon · Viktor Hrjapa · Dmitrij Hvosztov · Szergej Karaszjov · Alekszandr Kaun · Andrej Kirilenko · Szergej Monya · Tyimofej Mozgov · Anton Ponkrasov · Alekszej Sved · Jevgenyij Voronov                                             |
| 2016, Rio de Janeiro | Egyesült Államok (USA) · Jimmy Butler · Kevin Durant · DeAndre Jordan · Kyle Lowry · Harrison Barnes · DeMar DeRozan · Kyrie Irving · Klay Thompson · DeMarcus Cousins · Paul George · Draymond Green · Carmelo Anthony                                            | Szerbia (SRB) · Miloš Teodosić · Marko Simonović · Bogdan Bogdanović · Stefan Marković · Nikola Kalinić · Nemanja Nedović · Stefan Birčević · Miroslav Raduljica · Nikola Jokić · Vladimir Štimac · Stefan Jović · Milan Mačvan                                                 | Spanyolország (ESP) · Pau Gasol · Rudy Fernández · Sergio Rodríguez · Juan Carlos Navarro · José Manuel Calderón · Felipe Reyes · Víctor Claver · Willy Hernangómez · Álex Abrines · Sergio Llull · Nikola Mirotić · Ricky Rubio                                                      |
| 2020, Tokió          | Egyesült Államok (USA) · Bam Adebayo · Devin Booker · Kevin Durant · Jerami Grant · Draymond Green · Jrue Holiday · Keldon Johnson · Zach LaVine · Damian Lillard · JaVale McGee · Khris Middleton · Jayson Tatum                                                  | Franciaország (FRA) · Andrew Albicy · Nicolas Batum · Petr Cornelie · Nando de Colo · Moustapha Fall · Evan Fournier · Rudy Gobert · Thomas Heurtel · Timothé Luwawu-Cabarrot · Frank Ntilikina · Vincent Poirier · Guerschon Yabusele                                          | Ausztrália (AUS) · Aron Baynes · Matthew Dellavedova · Dante Exum · Chris Goulding · Josh Green · Joe Ingles · Nick Kay · Jock Landale · Patty Mills · Duop Reath · Nathan Sobey · Matisse Thybulle                                                                                   |

#### Éremtáblázat
| A nyári olimpiai játékok összesített éremtáblázata férfi kosárlabdában | A nyári olimpiai játékok összesített éremtáblázata férfi kosárlabdában | A nyári olimpiai játékok összesített éremtáblázata férfi kosárlabdában | A nyári olimpiai játékok összesített éremtáblázata férfi kosárlabdában | A nyári olimpiai játékok összesített éremtáblázata férfi kosárlabdában | Olimpia  |
| ---------------------------------------------------------------------- | ---------------------------------------------------------------------- | ---------------------------------------------------------------------- | ---------------------------------------------------------------------- | ---------------------------------------------------------------------- | -------- |
|                                                                        | Ország                                                                 | Arany                                                                  | Ezüst                                                                  | Bronz                                                                  | Összesen |
| 1.                                                                     | Egyesült Államok (USA)                                                 | 16                                                                     | 1                                                                      | 2                                                                      | 19       |
| 2.                                                                     | Szovjetunió (URS)                                                      | 2                                                                      | 4                                                                      | 3                                                                      | 9        |
| 3.                                                                     | Jugoszlávia (YUG)                                                      | 1                                                                      | 3                                                                      | 1                                                                      | 5        |
| 4.                                                                     | Argentína (ARG)                                                        | 1                                                                      | 0                                                                      | 1                                                                      | 2        |
|                                                                        |                                                                        |                                                                        |                                                                        |                                                                        |          |
| 5.                                                                     | Spanyolország (ESP)                                                    | 0                                                                      | 3                                                                      | 1                                                                      | 4        |
| 6.                                                                     | Franciaország (FRA)                                                    | 0                                                                      | 3                                                                      | 0                                                                      | 3        |
| 7.                                                                     | Olaszország (ITA)                                                      | 0                                                                      | 2                                                                      | 0                                                                      | 2        |
| 8.                                                                     | Horvátország (CRO)                                                     | 0                                                                      | 1                                                                      | 0                                                                      | 1        |
| 8.                                                                     | Kanada (CAN)                                                           | 0                                                                      | 1                                                                      | 0                                                                      | 1        |
| 8.                                                                     | Szerbia (SRB)                                                          | 0                                                                      | 1                                                                      | 0                                                                      | 1        |
| 8.                                                                     | Szerbia és Montenegró (SCG)                                            | 0                                                                      | 1                                                                      | 0                                                                      | 1        |
|                                                                        |                                                                        |                                                                        |                                                                        |                                                                        |          |
| 12.                                                                    | Brazília (BRA)                                                         | 0                                                                      | 0                                                                      | 3                                                                      | 3        |
| 12.                                                                    | Litvánia (LTU)                                                         | 0                                                                      | 0                                                                      | 3                                                                      | 3        |
| 14.                                                                    | Uruguay (URU)                                                          | 0                                                                      | 0                                                                      | 2                                                                      | 2        |
| 15.                                                                    | Ausztrália (AUS)                                                       | 0                                                                      | 0                                                                      | 1                                                                      | 1        |
| 15.                                                                    | Kuba (CUB)                                                             | 0                                                                      | 0                                                                      | 1                                                                      | 1        |
| 15.                                                                    | Mexikó (MEX)                                                           | 0                                                                      | 0                                                                      | 1                                                                      | 1        |
| 15.                                                                    | Oroszország (RUS)                                                      | 0                                                                      | 0                                                                      | 1                                                                      | 1        |
|                                                                        |                                                                        |                                                                        |                                                                        |                                                                        |          |
| Összesen                                                               | Összesen                                                               | 20                                                                     | 20                                                                     | 20                                                                     | 60       |

### 3x3 kosárlabda
| Olimpia     | Arany                                                                              | Ezüst | Bronz                                                                               |
| 2020, Tokió | Lettország (LAT) · Agnis Čavars · Edgars Krūmiņš · Kārlis Lasmanis · Nauris Miezis | Az Orosz Olimpiai Bizottság versenyzői (ROC) · Ilja Karpenkov · Kirill Piszklov · Sztanyiszlav Sarov · Alekszandr Zujev | Szerbia (SRB) · Dušan Bulut · Dejan Majstorović · Aleksandar Ratkov · Mihailo Vasić |

## Nők

### Kosárlabda
| Olimpia              | Arany | Ezüst | Bronz |
| 1976, Montréal       | Szovjetunió (URS) · Olga Bariseva · Tamāra Dauniene · Nyelli Ferjabnyikova · Natalija Klimova · Rajisza Kurvjakova · Tatyjana Ovecskina · Angelė Rupšienė · Uļjana Semjonova · Nagyezsda Suvajeva · Olga Szuharnova · Nagyezsda Zaharova · Tetyana Zaharova  | Egyesült Államok (USA) · Cindy Brogdon · Nancy Dunkle · Lusia Harris · Patricia Head · Charlotte Lewis · Nancy Lieberman · Gail Marquis · Ann Meyers · Mary Anne O’Connor · Patricia Roberts · Susan Rojcewicz · Juliene Simpson                                                                                           | Bulgária (BUL) · Kraszimira Bogdanova · Diana Dilova · Kraszima Gjurova · Nadka Golcseva · Todorka Jordanova · Petkana Makaveeva · Penka Metodieva · Sznezsana Mihajlova · Margarita Starkelova · Gergina Szkerlatova · Marija Sztojanova · Penka Sztojanova                                                                                       |
| 1980, Moszkva        | Szovjetunió (URS) · Vida Beselienė · Nyelli Ferjabnyikova · Taccjana Ivinszkaja · Olga Korosztyeljova · Tetyana Nadirova · Nagyezsda Olhova · Tatyjana Ovecskina · Ljudmila Rogozsina · Angelė Rupšienė · Ljubov Sarmaj · Uļjana Semjonova · Olga Szuharnova | Bulgária (BUL) · Kraszimira Bogdanova · Diana Brajnova · Vanya Dermendzsieva · Szilvija Germanova · Nadka Golcseva · Petkana Makaveeva · Penka Metodieva · Angelina Mihajlova · Sznezsana Mihajlova · Kosztadinka Radkova · Evladija Szlavcseva · Penka Sztojanova                                                         | Jugoszlávia (YUG) · Mersada Bećirspahić · Mira Bjedov · Vesna Despotović · Vera Ðurašković · Zorica Ðurković · Jelica Komnenović · Biljana Majstorović · Vukica Mitić · Sanja Ožegović · Sofija Pekić · Jasmina Perazić · Marija Tonković |
| 1984, Los Angeles    | Egyesült Államok (USA) · Cathy Boswell · Denise Curry · Anne Donovan · Teresa Edwards · Lea Henry · Janice Lawrence · Pamela McGee · Carol Menken-Schaudt · Cheryl Miller · Kim Mulkey · Cindy Noble · Lynette Woodard                                       | Dél-Korea (KOR) · Csong Mjonghi · Cshö Ejong · Cshö Kjonghi · I Hjongszuk · I Midzsa · Kim Hvaszun · Kim Jonghi · Kim Unszuk · Mun Gjongdzsa · Pak Cshanszuk · Pak Janggje · Szong Dzsonga | Kína (CHN) · Cung Hszüe-ti (Cong Xuedi) · Csang Huj (Zhang Hui) · Csang Jüe-csin (Zhang Yueqin) · Csen Jüe-Fang (Chen Yuefang) · Cseng Haj-hszia (Zheng Haixia) · Csiu Csen (Qiu Chen) · Hsziu Li-csüan (Xiu Lijuan) · Li Hsziao-csin (Li Xiaoqin) · Liu Csing (Liu Qing) · Pa Jen (Ba Yan) · Szung Hsziao-po (Song Xiaobo) · Vang Csün (Wang Jun) |
| 1988, Szöul          | Egyesült Államok (USA) · Cindy Brown · Vicky Bullett · Cynthia Cooper · Anne Donovan · Teresa Edwards · Kamie Ethridge · Jennifer Gillom · Bridgette Gordon · Andrea Lloyd · Katrina McClain · Suzanne McConnell · Teresa Weatherspoon                       | Jugoszlávia (YUG) · Anđelija Arbutina · Vesna Bajkuša · Polona Dornik · Slađana Golić · Kornelija Kvesić · Mara Lakić · Žana Lelas · Bojana Milošević · Razija Mujanović · Danira Nakić · Sztojna Vangelovszka · Wild Eleonóra                                                                                             | Szovjetunió (URS) · Oleszja Barel · Olga Burjakina · Irina Gerlic · Jelena Hudasova · Olga Jakovleva · Olga Jevkova · Alekszandra Leonova · Irina Minh · Halina Szavickaja · Irina Szumnyikova · Vitalija Tuomaitė · Natalja Zaszulszkaja |
| 1992, Barcelona      | Egyesített Csapat (EUN) · Jelena Baranova · Elen Bunatyjanc · Irina Gerlic · Jelena Hudasova · Irina Minh · Alena Svajbovics · Irina Szumnyikova · Marina Tkacsenko · Jelena Tornyikidu · Szvetlana Zabolujeva · Natalja Zaszulszkaja · Olena Zsirko         | Kína (CHN) · Cung Hszüe-ti (Cong Xuedi) · Csan Su-ping (Zhan Shuping) · Cseng Haj-hszia (Zheng Haixia) · Cseng Hsziu-lin (Zheng Xiulin) · Cseng Tung-mej (Zheng Dongmei) · Ho Csün (He Jun) · Li Hszin (Li Xin) · Li Tung-mej (Li Dongmei) · Liu Csing (Liu Qing) · Liu Csün (Liu Jun) · Peng Ping · Vang Fang (Wang Fang) | Egyesült Államok (USA) · Vicky Bullett · Daedra Charles · Cynthia Cooper · Clarissa Davis · Medina Dixon · Teresa Edwards · Tammy Jackson · Carolyn Jones · Katrina McClain · Suzanne McConnell · Vickie Orr · Teresa Weatherspoon |
| 1996, Atlanta        | Egyesült Államok (USA) · Teresa Edwards · Dawn Staley · Ruthie Bolton · Sheryl Swoopes · Jennifer Azzi · Lisa Leslie · Carla McGhee · Katy Steding · Katrina Felicia McClain · Rebecca Lobo · Venus Lacy · Nikki McCray                                      | Brazília (BRA) · Hortência Marcari Oliva · Maria Angelica · Adriana Aparecida Santos · Leila Sobral · Maria Paula Silva · Janeth Arcain · Roseli Gustavo · Marta Sobral · Silvinha · Alessandra Oliveira · Cintia Santos · Claudia Maria Pastor                                                                            | Ausztrália (AUS) · Robyn Maher · Allison Cook · Sandy Brondello · Michele Timms · Shelley Sandie · Trisha Fallon · Michelle Chandler · Fiona Robinson · Carla Boyd · Jenny Whittle · Rachael Sporn · Michelle Brogan |
| 2000, Sydney         | Egyesült Államok (USA) · Ruthie Bolton-Holifield · Teresa Edwards · Yolanda Griffith · Chamique Holdsclaw · Lisa Leslie · Nikki McCray · DeLisha Milton-Jones · Katie Smith · Dawn Staley · Sheryl Swoopes · Natalie Williams · Kara Wolters                 | Ausztrália (AUS) · Carla Boyd · Sandra Brondello · Trisha Fallon · Michelle Griffiths · Kristi Harrower · Jo Hill · Lauren Jackson · Annie la Fleur · Shelly Sandle · Rachael Sporn · Michele Timms · Jenny Whittle | Brazília (BRA) · Janeth Arcain · Ilisaine David · Lilian Gonçalves · Helen Cristina Luz · Silvia Andrea Santos Luz · Cláudia Neves · Alessandra Oliveira · Adriana Pinto · Cíntia Santos · Adriana Santos · Kelly Santos · Marta Sobral |
| 2004, Athén          | Egyesült Államok (USA) · Shannon Johnson · Sue Bird · Yolanda Griffith · Ruth Riley · Lisa Leslie · Tamika Catchings · Tina Thompson · Katie Smith · Dawn Staley · Sheryl Swoopes · Diana Taurasi · Swin Cash                                                | Ausztrália (AUS) · Alicia Poto · Sandra Brondello · Trisha Fallon · Allison Tranquilli · Kristi Harrower · Penny Taylor · Lauren Jackson · Suzy Batkovic · Laura Summerton · Rachael Sporn · Belinda Snell · Natalie Porter                                                                                                | Oroszország (RUS) · Anna Arhipova · Olga Artyesina · Jelena Baranova · Gyiana Gusztyilina · Marija Kalmikova · Jelena Karpova · Ilona Korsztyin · Irina Oszipova · Okszana Rahmatulina · Tatyjana Scsogoleva · Marija Sztyepanova · Natalja Vodopjanova                                                                                            |
| 2008, Peking         | Egyesült Államok (USA) · Seimone Augustus · Sue Bird · Tamika Catchings · Sylvia Fowles · Kara Lawson · Lisa Leslie · DeLisha Milton-Jones · Candace Parker · Cappie Pondexter · Katie Smith · Diana Taurasi · Tina Thompson                                 | Ausztrália (AUS) · Suzy Batkovic · Tully Bevilaqua · Rohanee Cox · Holly Grima · Kristi Harrower · Lauren Jackson · Erin Phillips · Emma Randall · Jenni Screen · Belinda Snell · Laura Summerton · Penny Taylor | Oroszország (RUS) · Szvetlana Abroszimova · Becky Hammon · Marina Karpunyina · Ilona Korsztyin · Marina Kuzina · Jekatyerina Liszina · Irina Oszipova · Okszana Rahmatulina · Tatyjana Scsogoleva · Irina Szokolovszkaja · Marija Sztyepanova · Natalja Vodopjanova                                                                                |
| 2012, London         | Egyesült Államok (USA) · Lindsay Whalen · Seimone Augustus · Sue Bird · Maya Moore · Angel McCoughtry · Asjha Jones · Tamika Catchings · Swin Cash · Diana Taurasi · Sylvia Fowles · Tina Charles · Candace Parker                                           | Franciaország (FRA) · Isabelle Yacoubou · Endéné Miyem · Clémence Beikes · Sandrine Gruda · Edwige Lawson-Wade · Céline Dumerc · Florence Lepron · Émilie Gomis · Marion Laborde · Élodie Godin · Emmeline Ndongue · Jennifer Digbeu                                                                                       | Ausztrália (AUS) · Jenna O'Hea · Samantha Richards · Jennifer Screen · Abby Bishop · Suzy Batkovic · Kathleen MacLeod · Kristi Harrower · Laura Summerton · Belinda Snell · Rachel Jarry · Liz Cambage · Lauren Jackson |
| 2016, Rio de Janeiro | Egyesült Államok (USA) · Lindsay Whalen · Seimone Augustus · Sue Bird · Maya Moore · Angel McCoughtry · Breanna Stewart · Tamika Catchings · Elena Delle Donne · Diana Taurasi · Sylvia Fowles · Tina Charles · Brittney Griner                              | Spanyolország (ESP) · Leticia Romero · Laura Nicholls · Silvia Domínguez · Alba Torrens · Laia Palau · Marta Xargay · Leonor Rodríguez · Lucila Pascua · Anna Cruz · Laura Quevedo · Laura Gil · Astou Ndour | Szerbia (SRB) · Tamara Radočaj · Sonja Petrović · Saša Čađo · Sara Krnjić · Nevena Jovanović · Jelena Milovanović · Dajana Butulija · Dragana Stanković · Aleksandra Crvendakić · Milica Dabović · Ana Dabović · Danielle Page |
| 2020, Tokió          | Egyesült Államok (USA) · Jewell Loyd · Skylar Diggins-Smith · Sue Bird · Ariel Atkins · Chelsea Gray · A’ja Wilson · Breanna Stewart · Napheesa Collier · Diana Taurasi · Sylvia Fowles · Tina Charles · Brittney Griner                                     | Japán (JPN) · Moeko Nagaoka · Maki Takada · Naho Miyoshi · Rui Machida · Nako Motohashi · Nanaka Todo · Saki Hayashi · Evelyn Mawuli · Saori Miyazaki · Yuki Miyazawa · Himawari Akaho · Monica Okoye | Franciaország (FRA) · Alexia Chartereau · Héléna Ciak · Alix Duchet · Marine Fauthoux · Sandrine Gruda · Marine Johannès · Sarah Michel · Endéné Miyem · Iliana Rupert · Diandra Tchatchouang · Valériane Vukosavljević · Gabby Williams |

#### Éremtáblázat
| A nyári olimpiai játékok összesített éremtáblázata női kosárlabdában | A nyári olimpiai játékok összesített éremtáblázata női kosárlabdában | A nyári olimpiai játékok összesített éremtáblázata női kosárlabdában | A nyári olimpiai játékok összesített éremtáblázata női kosárlabdában | A nyári olimpiai játékok összesített éremtáblázata női kosárlabdában | Olimpia  |
| -------------------------------------------------------------------- | -------------------------------------------------------------------- | -------------------------------------------------------------------- | -------------------------------------------------------------------- | -------------------------------------------------------------------- | -------- |
|                                                                      | Ország                                                               | Arany                                                                | Ezüst                                                                | Bronz                                                                | Összesen |
| 1.                                                                   | Egyesült Államok (USA)                                               | 9                                                                    | 1                                                                    | 1                                                                    | 11       |
| 2.                                                                   | Szovjetunió (URS)                                                    | 2                                                                    | 0                                                                    | 1                                                                    | 3        |
| 3.                                                                   | Egyesített Csapat (EUN)                                              | 1                                                                    | 0                                                                    | 0                                                                    | 1        |
|                                                                      |                                                                      |                                                                      |                                                                      |                                                                      |          |
| 4.                                                                   | Ausztrália (AUS)                                                     | 0                                                                    | 3                                                                    | 2                                                                    | 5        |
| 6.                                                                   | Brazília (BRA)                                                       | 0                                                                    | 1                                                                    | 1                                                                    | 2        |
| 6.                                                                   | Kína (CHN)                                                           | 0                                                                    | 1                                                                    | 1                                                                    | 2        |
| 6.                                                                   | Bulgária (BUL)                                                       | 0                                                                    | 1                                                                    | 1                                                                    | 2        |
| 6.                                                                   | Franciaország (FRA)                                                  | 0                                                                    | 1                                                                    | 1                                                                    | 2        |
| 6.                                                                   | Jugoszlávia (YUG)                                                    | 0                                                                    | 1                                                                    | 1                                                                    | 2        |
| 10.                                                                  | Spanyolország (ESP)                                                  | 0                                                                    | 1                                                                    | 0                                                                    | 1        |
| 10.                                                                  | Japán (JPN)                                                          | 0                                                                    | 1                                                                    | 0                                                                    | 1        |
| 10.                                                                  | Dél-Korea (KOR)                                                      | 0                                                                    | 1                                                                    | 0                                                                    | 1        |
|                                                                      |                                                                      |                                                                      |                                                                      |                                                                      |          |
| 13.                                                                  | Oroszország (RUS)                                                    | 0                                                                    | 0                                                                    | 2                                                                    | 2        |
|                                                                      |                                                                      |                                                                      |                                                                      |                                                                      |          |
| 14.                                                                  | Szerbia (SRB)                                                        | 0                                                                    | 0                                                                    | 1                                                                    | 1        |
|                                                                      |                                                                      |                                                                      |                                                                      |                                                                      |          |
| Összesen                                                             | Összesen                                                             | 12                                                                   | 12                                                                   | 12                                                                   | 36       |

### 3x3 kosárlabda
| Olimpia     | Arany                                                                                | Ezüst | Bronz |
| 2020, Tokió | Egyesült Államok (USA) · Stefanie Dolson · Allisha Gray · Kelsey Plum · Jackie Young | Az Orosz Olimpiai Bizottság versenyzői (ROC) · Jevgenyija Frolkina · Olga Frolkina · Julija Kozik · Anasztaszija Logunova | Kína (CHN) · Van Csi-jüan (Wan Jiyuan) · Vang Li-li (Wang Lili) · Jang Su-jü (Yang Shuyu) · Csang Cse-ting (Zhang Zhiting) |